# 13 ساعة بالطائرة
13 ساعة بالطائرة (بالإنجليزية: 13 Hours by Air)‏ هو فيلم درامي أمريكي صدر عام 1936. من إنتاج شركة باراماونت بيكتشرز وإخراج ميتشل ليسن. نجوم الفيلم فريد ماكموري وجوان بينيت. كتب سيناريو كينيون نيكلسون وبوغارت روجرز ، استنادًا إلى قصة وايلد وينجز بقلم بوجارت روجرز وفرانك ميتشل ديزي.

## وصلات خارجية
- 13 ساعة بالطائرة على موقع IMDb (الإنجليزية)
- 13 ساعة بالطائرة على موقع روتن توميتوز (الإنجليزية)
- 13 ساعة بالطائرة على موقع Turner Classic Movies (الإنجليزية)
- 13 ساعة بالطائرة على موقع أول موفي (الإنجليزية)
- 13 ساعة بالطائرة على موقع فيلمافينيتي (الإسبانية)
- 13 ساعة بالطائرة على موقع قاعدة بيانات الفيلم (الإنجليزية)
- 13 ساعة بالطائرة على موقع ليتربوكسد (الإنجليزية)
- 13 ساعة بالطائرة على موقع كينوبويسك (الروسية)